# Tomas Amlöv
Tomas Rune Amlöv, född 21 juni 1974 i Solberga, Kungälvs kommun, Västra Götalands län, är en svensk filmproducent.
Filmen Den andra sidan som Amlöv producerade och Korosh Mirhosseini regisserade tilldelades 2003 Novellfilmspriset av Svenska Filminstitutet. Långfilmsdebuten Skills distribueras av Hollywoodbaserade Epic Pictures Group. Han skriver även artiklar för webbplatsen Filmcafe.se.

## Filmer som producent
- 2002 – Själsfränder
- 2003 – Den andra sidan
- 2010 – Skills

## Andra filmer
- 2000 – Dubbel-8 (produktionsassistent)
- 2001 – Jacobs frestelse (produktionsledare)